# 奧亞爾聰河

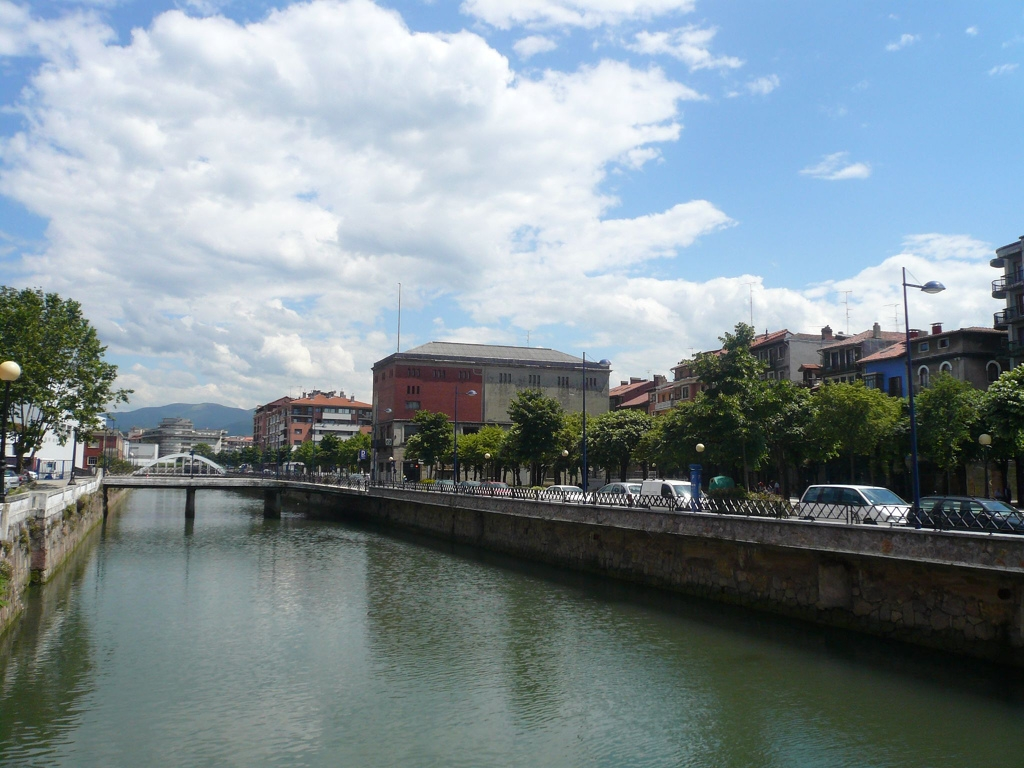
奧亞爾聰河

奧亞爾聰河（西班牙語：Río Oiartzun）是西班牙的河流，位於該國北部巴斯克地區，處於伊比利亞半島北部，河道全長18.5公里，流域面積84.75平方公里，發源自比利牛斯山，最終注入比斯開灣。